# عملية الثعبان القوطي
كانت عملية الثعبان القوطية عملية عسكرية أجريت في مقديشو، الصومال، من قبل قوة أمريكية تحمل الاسم الرمزي فرقة العمل رينجر خلال الحرب الأهلية الصومالية في عام 1993. كان الهدف الأساسي للعملية هو القبض على محمد فرح عيديد، زعيم التحالف الوطني الصومالي الذي كانت مطلوبة من قبل بعثة الأمم المتحدة الثانية في الصومال ردا على هجماته ضد قوات الأمم المتحدة. جرت العملية في الفترة من أغسطس إلى أكتوبر 1993 وقادتها قيادة العمليات الخاصة المشتركة الأمريكية (JSOC).
في 3 أكتوبر 1993، نفذت فرقة العمل مهمة للقبض على اثنين من مساعدي عيديد. بلغت المهمة ذروتها في نهاية المطاف فيما أصبح يعرف باسم معركة مقديشو عام 1993. كانت المعركة دموية للغاية وألحقت فرقة العمل خسائر كبيرة بقوات الميليشيات الصومالية، بينما تكبدت خسائر فادحة بنفسها. عانت قوات الجيش الأمريكي الماليزية والباكستانية والتقليدية في ظل بعثة الأمم المتحدة الثانية في الصومال من خسائر أيضا، وإن لم تكن ثقيلة. دفعت شدة المعركة إلى الإنهاء الفعلي للعملية في 6 أكتوبر 1993.
أعقب ذلك انسحاب التحالف الامريكي في وقت لاحق في أكتوبر 1993، ثم الخروج الكامل للقوات الأمريكية في أوائل عام 1994. أثرت تداعيات هذا اللقاء كثيرًا على السياسة الخارجية الأمريكية، وبلغت ذروتها بوقف UNOSOM II بحلول مارس 1995. في ذلك الوقت، كانت معركة مقديشو هي الأكثر كثافة ودموية بين القوات الأمريكية منذ فيتنام.

## خلفية

### التدخل في الصومال
في ديسمبر 1992، الرئيس الأمريكي جورج ه. دبليو. أمر بوش الجيش بالانضمام إلى الأمم المتحدة في عملية مشتركة تعرف باسم عملية استعادة الأمل، مع المهمة الأساسية المتمثلة في استعادة النظام في الصومال. انهارت البلاد إلى حرب أهلية في عام 1991 وفي العام التالي اندلعت مجاعة شديدة، ناجم عن القتال. على مدى الأشهر العديدة التالية، تدهور الوضع.
خلال الأشهر الأولى من عام 1993، وافقت جميع الأطراف المشاركة في الحرب الأهلية على عقد مؤتمر لنزع السلاح في أديس أبابا، إثيوبيا. ومع ذلك، لم يتحقق سن الشروط المتفق عليها بسهولة. فصيل واحد قوي، التحالف الوطني الصومالي (SNA) بقيادة الجنرال. محمد فرح عيديد، الذي تشكل في أواخر عام 1992 وأصبح معاديا بشكل خاص ل UNOSOM. 22] بدأت الخلافات الرئيسية بين الأمم المتحدة والتحالف الوطني الصومالي بعد فترة وجيزة من إنشاء عملية الأمم المتحدة الثانية في الصومال في مارس، مع التركيز على الطبيعة الحقيقية المتصورة للولاية السياسية للعملية. بحلول مايو 1993، ستتدهور العلاقات بين الجيش الوطني الصومالي وبعثة الأمم المتحدة في الصومال بسرعة.